# La 7 (Regió de Múrcia)
La 7 (anteriorment conegut com a 7RM, 7 Región de Múrcia i 7 Televisió Región de Múrcia) és la televisió autonòmica de la Regió de Múrcia. La seu central és a la ciutat de Múrcia, encara que existeixen delegacions a Cartagena, Llorca, Iecla i Madrid. El centre de produccions es troba en Sangonera la Verde, al municipi de Múrcia.

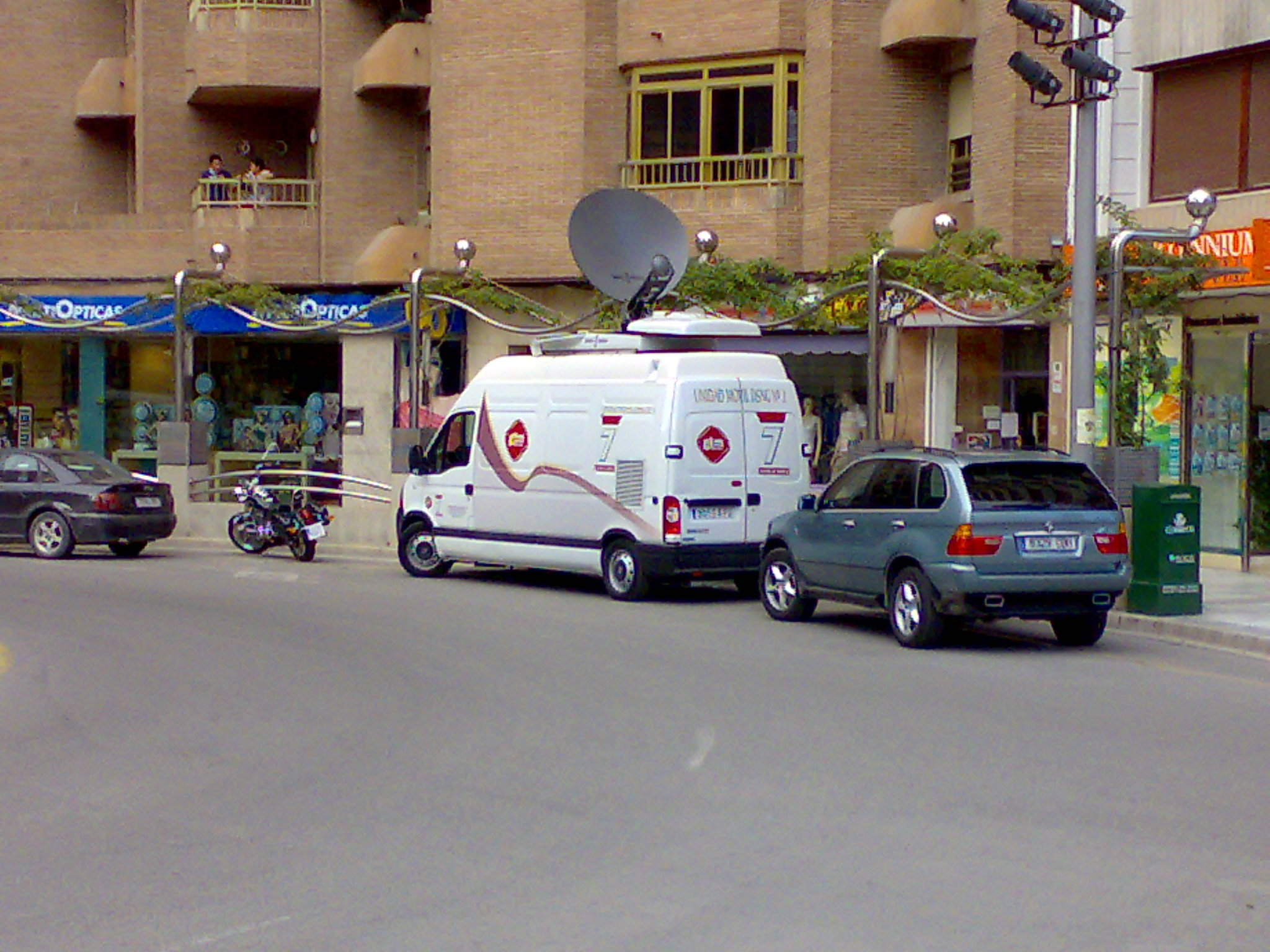
Unitat mòbil de 7 RM a Llorca

Va començar la seva emissió en proves el 14 d'abril de 2006, durant Setmana Santa, amb les retransmissions de les processons de Múrcia, Cartagena i Llorca, només per televisió analògica, encara que a finals del mes de juny de 2006, també va començar a emetre en digital TDT al costat d'altres televisions autonòmiques, Canal 6 (Televisió del diari La Verdad), Televisió Murciana i Popular TV.
La seva programació va anar en augmennt fins que el dia 20 de setembre de 2006 va començar a emetre les 24 hores del dia i la seva programació definitiva va començar el 23 d'octubre de 2006.
Compta amb programes informatius, debats, retransmissions de Lliga i la Segona Divisió de futbol, així com presentadors coneguts com a Carlos Lozano o Bertín Osborne.
Fins al setembre de 2012 va ser gestionat per l'ens públic Radiotelevisión de la Región de Murcia i el grup GTM, moment en què el govern de la Regió de Múrica va decidir privatitzar la gestió de la televisió, la titularitat de la qual va continuar sent pública. Segons el vicepresident econòmic de l'executiu murcià, Juan Bernal, aquesta decisió va ser presa degut a la crisi econòmica i a les dificultats del govern regional per fer front al contracte amb GTM. D'aquesta manera, va ser la primera cadena de televisió autonòmica espanyola a ser privatitzada.